# العطاف
العطاف هي مدينة وبلدية تابعة إقليميًا إلى دائرة العطاف في ولاية عين الدفلى الجزائرية. حيث تبلغ مساحتها حوالي 62 كم2 وبتعداد سكاني قدره 737 57 نسبة لإحصائيات 2008 م

## التسمية
يرجع إسم البلدية باسم العطاف نسبة لـ :عطاف بن رومي بن الحارث بن مالك بن زغبة 

## جغرافيا

### مناخ
يتبع مناخ مدينة العطاف الى مناخ المتوسطي نظرا لموقعها الذي يقع نسبيا الى الشمال الوسطي لجزائر 

## تاريخ

### العهد الروماني
كانت في الحقبة الرومانية تابعة لموريطانيا القيصرية إذ شيد الرومان زمن الإمبراطور أنطونيوس بيوس حصن عسكري المعروف بإسم تيغافا كاسترا Tigava Castra من أجل مراقبة سهل الشلف الخصب والذي يتوفر على المياه  وهي نفس المنطقة التي أستشهد بها القديس تيباسيوس saint Typasius الذي رفض تقديم قرابين لآلهة الرومان الذين قاموا باستدعائه للتجنيد لكن لقي حتفه عام 297 م 

### العهد الإسلامي
شهدت العطاف في القرن الثالث هجري تواجد مدينة على أراضيها مدينة تدعى سوق إبراهيم وكانت ضمن نفوذ السليمانيين تحت رئاسة عيسى ابن إبراهيم بن محمد بن سليمان بن عبد الله الكامل حيث قال فيها اليعقوبي :
| العطاف | وآخر المدن التي في أيديهم المدينة التي تقرب من ساحل البحر يقال لهم سوق إبراهيم وهي المدينة المشهورة فيها رجل يقال له عيسى بن إبراهيم بن محمد بن سليمان بن عبد الله بن الحسن بن الحسن. | العطاف |

ووصفها ابن حوقل في كتابه الشهير المسالك والممالك:
| العطاف | غزه مدينة صالحة مرحلة وفيها سوق وحمّام ويصاقب أعمالها سوق إبراهيم، وهي مدينة أيضا صغيرة فيها حمام وسوق وهي على نهر شلف و من سوق ابراهيم الى تاجنَّة مدينة صغيرة فيها سوق ولها فواكه وتين كثير عظيم يجهز عنها مرحلة | العطاف |

بعد زوال ملك السليمانيين عقب دخول الفاطميين توالت الأعوام والسنين حتى إستقر في القرن الثامن هجري فرع من قبيلة مالك بن زغبة وهم عطاف بن رومي بن الحارث بن مالك بن زغبة الذي عاصروا الدولة الزيانية وتولى زعامة القبيلة أولاد يعقوب 

## الإدارة

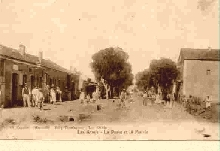
مقر البلدية سابقا

إستقر المستوطنون الأوروبيون تدريجيًا في Arba des Attafs، مقر سوق محلي مهم، منذ عام 1866. تطورت القرية في ثمانينيات القرن التاسع عشر بفضل وجود محطة للسكك الحديدية.
وكانت سيدي بوعبيدة المقر الرئيسي للبلدية المختلطة سان سيبريان دي أتاف (المنطقة العسكرية) التي تم إنشاؤها بموجب مرسوم صادر في 24 أكتوبر 1874.
تم ربط البلدية المختلطة بالإقليم المدني بموجب مرسوم صادر في 19 نوفمبر 1876 وتم تأسيسها كإقليم كامل البلدية بموجب المرسوم الصادر في 29 يناير 1878.
أما أولاد بلعباس فتأسس كمركز تم إستحداثه بموجب مرسوم 12 يوليو 1878، اسم واتجني Wattignies بموجب مرسوم 12 يوليو 1889. وتم فصله عن جماعة واد فضة المختلطة لصالح بلدية العطاف بموجب مرسوم 30 أوت 1892 (اعتبارًا من 1 يناير 1893)
تصبح العطاف العاصمة الجديدة لبلدية كاملة الصلاحيات والتي تحل محل مدينة سان سيبريان دي أتاف، بموجب مرسوم صادر في 30 أغسطس 1892.
وفي عام 1956 تم إلحاق البلدية بعمالة أورليانزفيل  أما في عام 1984م الذي صاحب التقسيم الإداري الجديد أصبحت العطاف تابعة إدارية لولاية عين الدفلى

## المواصلات
- الطريق الوطني رقم 04
- الطريق الوطني رقم 65
- الطريق الولائي 141
- الطريق السيار شرق - غرب
- محطة السكة الحديدية

## أعلام
- صبري غاربي
- رضى بن حاج
- عبد الرحمن حشود

## وصلة خارجية
- العطاف